# Kándanos

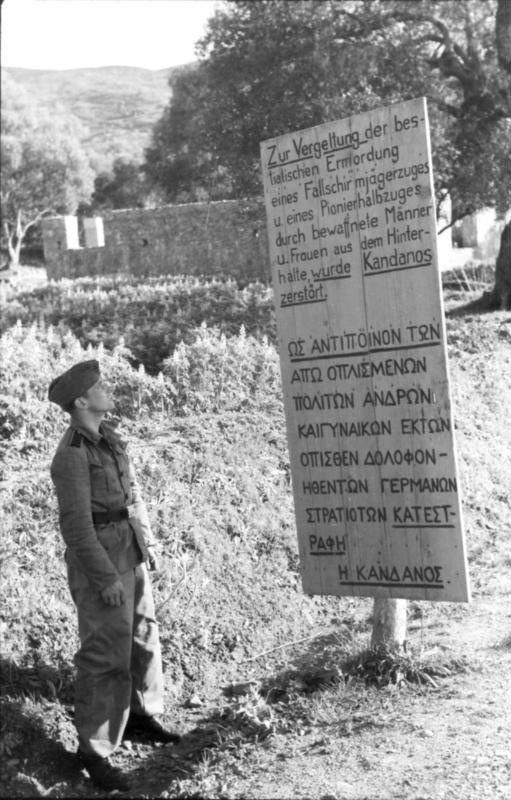
Panneau d'information annonçant la destruction de la ville en guise de représailles (1943)

Kándanos ou Kántanos (grec moderne : Κάνδανος ou Κάντανος) est une ville de Crète, en Grèce. Située dans le sud-ouest de l'île, elle appartient au nome de La Canée, et est située à 55 kilomètres de La Canée, sur la route menant à Paleóchora. La population se monte à 564 habitants et 967 pour l'ensemble de la commune.
La ville daterait de la période dorienne, période à laquelle elle portait déjà le même nom. Son histoire est celle de la Crète.

## Le massacre de Kándanos
La ville fut entièrement détruite lors de la Seconde Guerre mondiale après que des résistants crétois eurent empêché l'avancée des troupes allemandes pendant près de deux jours. Après avoir rasé le village, les Allemands y laissèrent différentes pancartes sur lesquelles on pouvait par exemple lire : « Ici s'élevait Kándanos, détruite pour le meurtre de 25 soldats allemands. Qu'elle ne soit jamais reconstruite ! » ou encore « En représailles de l'assassinat bestial d'une section de parachutistes et d'une demi-section de pionniers commis par des hommes et des femmes armés et embusqués, Kándanos fut détruite ! » (texte de la photo ci-contre).
La ville fut cependant reconstruite après la Seconde Guerre mondiale.